# ISO/IEC 7816
L'ISO/IEC 7816 è uno standard internazionale relativo alle carte di identificazione elettroniche a contatto, specialmente le smart card, gestito dalla International Organization for Standardization (ISO) e dalla International Electrotechnical Commission (IEC). È un'estensione del modello ISO 7810.
È mantenuto dal Joint technical committee (JTC) 1 / Sub-Commitee (SC) 17, Carte e identificazione personale.
La parte seguente descrive le diverse parti di questo standard
Nota: le citazioni e le date quando riportate sono semplici citazioni dal sito ISO, e non sono volte a garantire la correttezza al momento della digitazione, ne implicazioni sull'accuratezza delle date future.

## 7816-1: Caratteristiche Fisiche
Creato nel 1987, aggiornato nel 1998, e integrato nel 2003 (fonti).

## 7816-2: Carte con contatti  — Dimensione e localizzazione dei contatti
Creato nel 1988, aggiornato nel 1999, e integrato nel 2004 (fonti).

## 7816-3:Caratteristiche elettriche e indicazione della classeper carte a circuiti integrati operanti a 5V, 3V e 1.8V
Creato nel 1989, aggiornato nel 1997, e integrato nel 2002 
(fonti).

## 7816-4: Organizzazione, sicurezza e comandi per interscambio
Creato nel 1995, aggiornato nel 2005.
Per questo sintesi, si specifica:
- contenuti delle coppie comando-risposta scambiate a livello di interfaccia
- modalità di recupero degli elementi di dati e degli oggetti dati nella card
- struttura e contenuto dei byte storici per descrivere le caratteristiche operative della carta
- struttura per applicazioni e dati nella carta, come visti a livello di interfaccia quando vengono processati i comandi
- metodi di accesso ai file e ai dati nella carta
- architettura di sicurezza che definisce i diritti di accesso ai file e dati sulla carta
- metodi e meccanismi per identificare e indirizzare le applicazioni sulla carta
- metodi per scambiare messaggi sicuri
- metodi di accesso agli algoritmi processati dalla carta. Non descrive gli algoritmi

Non copre la implementazione interna della carta o quella con l'ambiente esterno.
ISO/IEC 7816-4:2005 è indipendente dalla tecnologia fisica di interfaccia. Si applica alle carte cui si accede tramite uno o più dei seguenti metodi: contatto, accoppiamento stretto, e radio frequenza.

## 7816-5: Registrazione dei fornitori di applicazioni
Creato nel 1995, aggiornato nel 2004.
Dalla sua  sintesi, ISO/IEC 7816-5 definisce come usare un identificatore di applicazione per accertare la presenza di/o effettuare l'accesso di una applicazione sulla card.
ISO/IEC 7816-5:2004 mostra come garantire l'unicità degli identificatori di applicazione  attraverso la registrazione internazionale di una parte di questo identificatore, e definisce:
- procedure di registrazione,
- le autorità che possono farlo,
- la disponibilità del registrante che concatena le parti registrate dell'identificatore e gli specifici fornitori di applicazioni.

## 7816-6: Elementi di dati interindustria per l'interscambio
Creato nel 1996, aggiornato nel 2004.
Dalla sua  sintesi, specifica i Data Elements (DEs) usati per lo scambio interindustria basato sulle carte a circuito integrato (Integrated Circuit Cards o ICCs) sia con carte a contatto che senza contatto. Questo fornisce all'identificatore, nome, descrizione, formato, codifica e struttura di ciascun Data Element e definisce le modalità di accesso dei DEs dalla carta.

## 7816-7: Comandi interindustria per lo Structured Card Query Language (SCQL)
Creato (o aggiornato) nel 1999 (fonte).

## 7816-8: Comandi per le operazioni di sicurezza
Creato nel 1995, aggiornato nel 2004.
Dalla sua sintesi, esso specifica comandi interindustria per carte a circuito integrato (sia a contatto che senza contatto) che possono essere usati per operazioni crittografiche. Questi comandi sono complementari a e basati su, i comandi elencati nell'ISO/IEC 7816-4.
Sono forniti allegati che danno esempi delle operazioni correlate alla firma digitale, ai certificati e all'importazione ed esportazione di chiavi asimmetriche.
La scelta e le condizioni d'uso dei meccanismi crittografici può influenzare l'esportabilità delle carte. La valutazione dell'adeguatezza di algoritmi e protocolli è al di fuori dello scopo dell'ISO/IEC 7816-8.

## 7816-9: Comandi per la gestione delle carte
Creato nel 1995, aggiornato nel 2004.
Dalla sua sintesi, esso specifica comandi interindustria per carte a circuito integrato (sia a contatto che senza contatto), per la gestione delle carte e dei file, ad esempio, creazione e cancellazione dei file. Questi comandi coprono l'intero ciclo di vita della carta e quindi alcuni comandi possono essere usati prima che la carta venga emessa al titolare o dopo che la carta è scaduta.
viene fornito un allegato che mostra come controllare il caricamento dei dati (secure download) sulla carta, tramite la verifica dei diritti di accesso dell'entità che effettua il caricamento e la protezione dei dati trasmessi per mezzo di messaggi sicuri. I dati caricati possono contenere, ad esempio, codici, chiavi e applet.

## 7816-10: Segnali elettronici e risposte al reset per le carte sincrone
Creato (o aggiornato) nel 1999 (fonte).

## 7816-11 Metodi di verifica personale attraverso metodi biometrici
Creato (o aggiornato) nel 2004.
Dalla sua sintesi, specifica l'utilizzo di comandi interindustria e di oggetti dato relativi alla verifica personale attraverso metodi biometrici nelle carte a circuito integrato. I comandi interindustria usati sono definiti dall'ISO/IEC 7816-4. Gli oggetti dato sono parzialmente definiti in questo standard internazionale, parzialmente importato dall'ISO/IEC 19785-1.
L'ISO/IEC 7816-11 presenta inoltre esempi per l'iscrizione e la verifica e indirizza problemi di sicurezza.